# 刘堃
刘堃，香港出生，籍貫广东番禺，是嘉宏电商控股有限公司（澳洲证券交易所编号：ECG）创办人，香港特别行政区政府前女高官李麗娟儿子。

## 簡介
刘堃在纽约大学（New York University）修讀金融，2001年取得商科學位。
此外，刘堃為中國人民政治協商會議南京市第十四届委員會委員及香港浸会大学谘议会委員。

## 資料來源
- 免長者排長龍 郭偉強 劉堃高效率派4萬口罩 25萬現金購物券 （页面存档备份，存于）
- 新浪财经 第13届亚洲金融论坛2020年1月14日
- 政協團體為港青謀出路 （页面存档备份，存于）
- 港區國家安全法：香港青年有話講！ （页面存档备份，存于）
- 港區省級政協感謝警察捍衛法治[]
- 龍傳基金高爾夫球慈善賽 圓滿結束 （页面存档备份，存于）
- 2016公益金會德豐百萬泳 為青少年服務籌款
- 九倉夥內地電商攻名牌網銷 （页面存档备份，存于）
- 连卡佛旗下公司投资时尚电商 打造中国版Net-a-Porter （页面存档备份，存于）
- 壹週刊1205期 （页面存档备份，存于）
- 东方日报2018年10月21日 （页面存档备份，存于）
- 东方日报2013年1月20日 （页面存档备份，存于）
- 浸大公布委任校董会和谘议会成员[]
- 香港浸会大学谘议会 （页面存档备份，存于）
- “ECG ESTABLISHES NEW STRATEGIC BUSINESS TO LAUNCH CHINA SOCIAL SHOPPING MOBILE PLATFORM” （页面存档备份，存于）
- 龍傳基金慈善高爾夫球賽 為華裔青年領袖發展籌款